# Val de Virvée
Val de Virvée é uma comuna francesa na região administrativa da Nova Aquitânia, no departamento da Gironda. Estende-se por uma área de 20.77 km². Em 2010 a comuna tinha 3 576 habitantes (densidade: 172,2 hab./km²).
Foi criada em 1 de janeiro de 2016, a partir da fusão das antigas comunas de Aubie-et-Espessas, Saint-Antoine e Salignac.